# Jeanny
A Jeanny Falco osztrák énekes 1985 decemberében megjelent kislemeze. A dal a maga idejében számos botrányt pattintott ki, elsősorban szövege miatt. Több nyugati ország lemezlovasa levette műsoráról a dalt.
A dal egy fiúról szól, aki szerelmes lesz egy lányba, Jeannybe, akit először elrabol, majd féltékenységből meggyilkol. A fiút végül elmegyógyintézetbe küldik, ahol nem tud nyugodni: állandóan Jeannyre gondol, valamint mindig odaképzeli maga elé a lányt, aki nevet rajta, kigúnyolja és szidja őt.
A dalhoz videóklip is készült, ami csak növelte a feszültséget.